# Seguro veterinario
Un seguro veterinario o seguro de salud para mascotas, es un tipo de seguro de salud, orientado a mascotas y otros animales domésticos. Los animales asegurados son principalmente perros, gatos y caballos, pero también se pueden asegurar pájaros, hámsteres, tortugas y otros animales exóticos. La función principal de este tipo de seguros es cubrir los gastos originados por llevar a la mascota al veterinario.

## Funcionamiento
El funcionamiento de este tipo de seguros no se diferencia mucho del seguro de salud que existe para personas. El animal asegurado va al veterinario, y en este caso el dueño paga la factura de la visita a la clínica veterinaria para posteriormente recibir la misma cantidad desembolsada o parte de ella en su cuenta de mano de la aseguradora.

## Historia

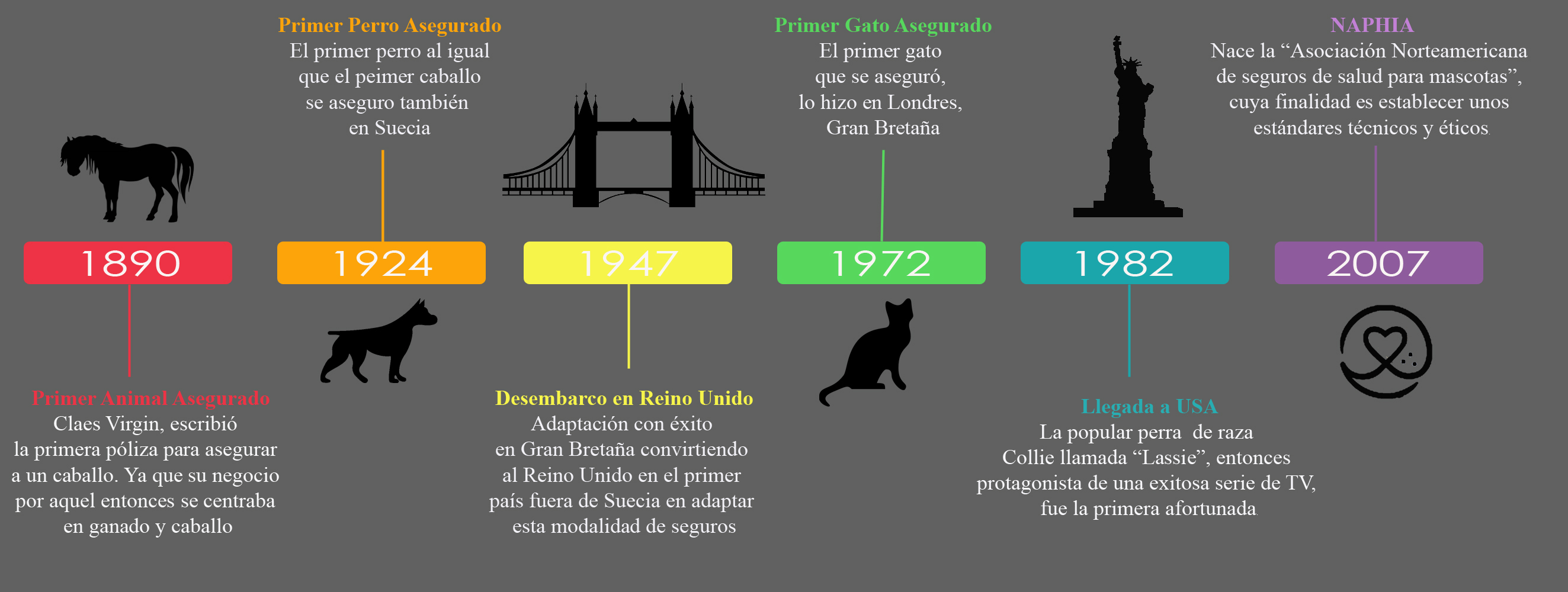
Línea temporal con los acontecimientos más relevantes relacionados con el Seguro Veterinario

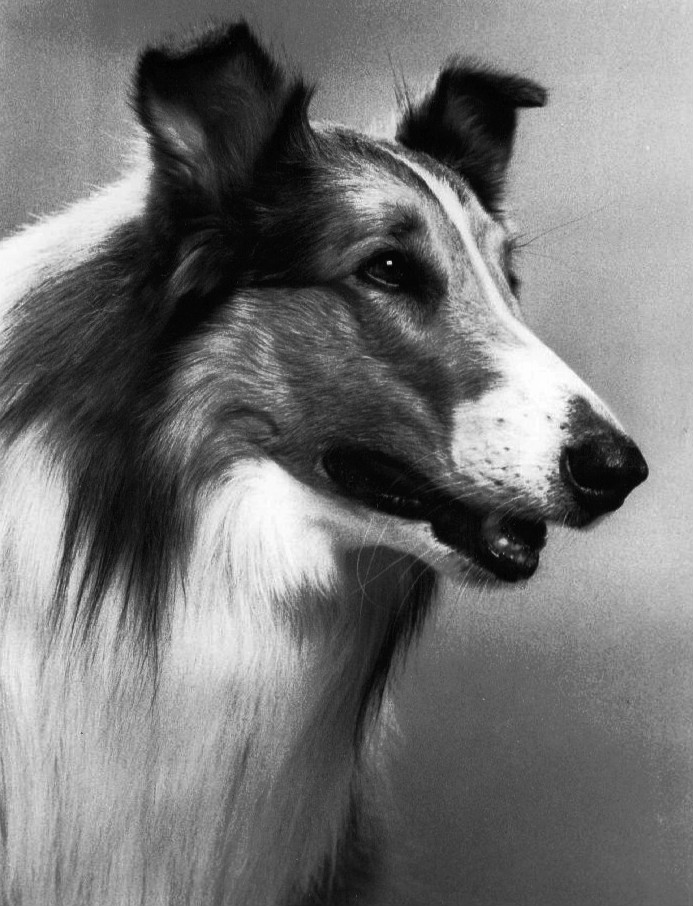
Lassie, fue el primer perro asegurado en Estados Unidos (1982)

Los seguros veterinarios nacen a finales del siglo XIX, concretamente en 1890, cuando en Suecia, Claes Virgin, fundador de la aseguradora hoy conocida como “Agria International”, escribió la primera póliza para asegurar a un animal, concretamente a un caballo. Ya que su negocio por aquel entonces se centraba en ganado y caballos.
No fue hasta 1924, cuando también en Suecia, se aseguró al primer perro. Esta modalidad de seguro, se adaptó con éxito en Gran Bretaña hacia 1947, así los seguros veterinarios se empezaron a hacerse populares y se extendió a otros animales domésticos. Ya en 1972 se aseguró al primer gato y posteriormente en 1977 se aseguró al primer loro.
Pero no fue hasta 1982, que esta variedad de seguros llegó al continente americano, y el primer animal asegurado en Estados Unidos fue una hembra de raza Collie, famosa por interpretar a la popular “Lassie” en una serie de televisión. La aseguradora que gestionó el proceso fue “Veterinarian Pet Insurance (VPI)”. En 1989, se empezaron a asegurar mascotas en Canadá.
En 2007, se creó la North American Pet Health Insurance Association (NAPHIA) cuya principal misión es establecer unos estándares de calidad, servicio y ética en la industria de los Seguros Veterinarios en Estados Unidos y Canadá.

## Tendencia

### Previsión de Crecimiento
El sector de los seguros veterinarios, es un sector que se ha ido desarrollando de manera diferente en cada país en el que se ha instalado, pero las previsiones son en casi todos los mercados optimistas. Como es el caso del mercado británico en donde según "Mintel International Group ltd" el mercado de los seguros veterinarios creció en el reino Unido en 2017, hasta los £1,190m, un incremento del 13.8% comparado con 2016 en Reino Unido.

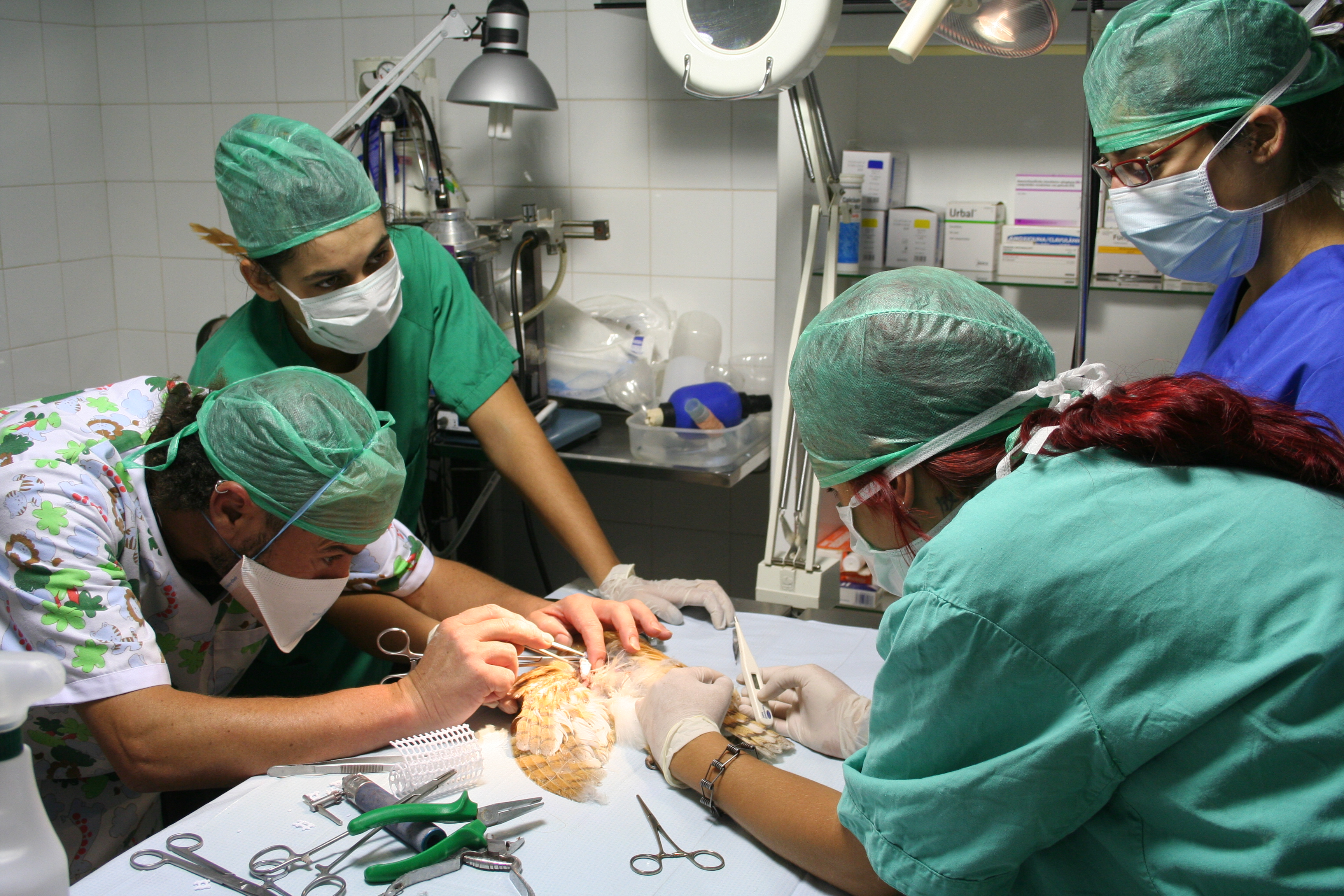
El encarecimiento de las intervenciones veterinarias es debido al uso de métodos de medicina humanos en el ámbito veterinario.

El mercado global de seguros para mascotas está valorado en 3200 millones de dólares en 2018 y se espera que alcance los 7170 millones de dólares a finales de 2024.
- El sector de los seguros veterinarios, es un sector en alza debido a dos factores fundamentales:

#### Precio de Intervenciones Veterinarias
Los procedimientos en medicina veterinaria, han sufrido un cambio drástico gracias al avance técnico y la incorporación de metodologías propias de la medicina humana en la medicina veterinaria con tratamientos cada vez más sofisticados, que las hacen más caras, dificultando así la posibilidad de un pago regular y haciendo más necesario tener un seguro que cubra los gastos en estos casos.

#### Humanización de la Mascotas
Debido a los cambios socio demográficos, donde las familias tienen menos miembros, la edad de ser padres se atrasa, y el alargamiento de la esperanza de vida, hace que las familias encuentren en los animales de compañía una fuente de bienestar emocional, como un miembro más de la familia y al cual dan los mejores cuidados y atenciones, no solo en nutrición sino también en salud.

## Coberturas y Exclusiones
Dentro de lo que se considera puramente como “Seguro Veterinario” hay dos coberturas por encima de las demás que se deben destacar.

### Asistencia Veterinaria por Accidente
Esta cobertura,  nos garantiza atención veterinaria en caso de que nuestra mascota sufra un accidente. En la mayoría de los casos los gastos cubiertos son los relativos a gastos de consulta, pruebas diagnósticas, análisis de laboratorio, intervenciones quirúrgicas, hospitalización y gastos de asistencia veterinaria a domicilio.

### Asistencia Veterinaria por Enfermedad
Esta cobertura,  al igual que la anterior nos garantiza atención veterinaria pero en este caso es cuando nuestra mascota sufra una enfermedad. La mayoría de los gastos cubiertos son los mismos que en el caso de accidente (gastos de consulta, pruebas diagnósticas, análisis de laboratorio, etc.). Es importante tener esta cobertura en nuestra póliza porque el 90% de los siniestros por Asistencia Veterinaria son por enfermedad y solo el 10% es por accidente.

### Exclusiones
Los seguros veterinarios no cubren los gastos de prevención, como las vacunas, desparasitación, microchipado, castración, limpieza dental, corte de uñas o peluquería. Y ninguna cubren las condiciones preexistentes, es decir las enfermedades que padezcan o daños sufridos por los animales con anterioridad a la entrada en vigor del seguro.
Dependiendo el seguro hay determinadas circunstancias que no se pueden asegurar y que es importante leer antes de adquirir el seguro.

## Situación Global del Sector
El principal mercado de los Seguros Veterinarios, son Europa, Asia (China y Japón), Oceanía (Australia) y Estados Unidos.
El líder mundial en seguros para mascotas es 'Petplan' por número de animales asegurados, por años de experiencia y por presencia en numerosos países como, Australia, Brasil, Canadá, the Países Bajos, Alemania, Nueva Zelanda, Estados Unidos y 'Spain'.

## Europa

### Europa
Es el mercado más maduro y longevo de los seguros veterinarios con Reino Unido y Suecia a la cabeza. Es concretamente en estos países donde el porcentaje de mascotas aseguradas es más alto, con un 25% en Reino Unido donde Petplan es el líder y en Suecia, según Agria el líder del mercado, donde el 90 de los perros y 50% de los gatos están asegurados.
Destacan también países como Francia, Alemania, Países Bajos y Noruega, que a pesar de tener un porcentaje de mascotas aseguradas menor, su volumen de primas es destacable. Por otro lado países como España e Italia, tienen apenas un 1% de sus mascotas aseguradas y no aportan un volumen considerable de primas a nivel europeo.

### España
En España, hay unos 20 millones de mascotas, de los que más de 9,2 millones son perros y gatos (5’4 millones de perros y 3’8 millones de gatos) lo que es un número considerable y por encima de la media de la Unión Europea. Los españoles se gastan más de €1.750 Millones de los cuales el 25% son derivados de gastos veterinarios Sin embargo, el porcentaje de mascotas aseguradas en este país no asciende ni al 1%, quedándose a la cola en este aspecto respecto a la Unión Europea, a la par con países como Italia o Grecia, a pesar de todo esto, la tendencia para el futuro es creciente.

## Norteamérica

### Estados Unidos
Es el mercado de mascotas más grande del mundo, con más de 396 millones de mascotas y que mueve más de $58.500 millones anuales. Por otro lado es uno de los mercados más importantes del sector de los seguros de salud para mascotas, y es que aunque su llegada a este país es relativamente reciente, ya que no fue hasta 1982, cuando los seguros de salud para mascotas llegaron a Estados Unidos por aquel entonces el primer perro asegurado fue Lassie, la famosa perra de raza Collie, entonces protagonista de una exitosa serie de TV. En 2014, en torno al 2% de las mascotas están aseguradas en Estados Unidos, convirtiéndose en una de las principales potencias en lo que a seguros veterinarios se refiere y facturando $536.

### Canadá
Canadá tiene más de 26 millones de mascotas repartidas entre sus 36 millones de habitantes por lo que casi 2 tercios de la población tiene al menos una mascota. Los seguros Veterinarios llegaron a Canadá en 1989. En 2014, el sector de los seguros veterinarios para mascotas en Canadá facturó $82 

## Asia y Oceanía

### Japón
Japón, es el tercer mercado de mascotas más importante a nivel mundial facturando más de $4,285 Millones. Y con más de 21’5 millones de mascotas, de los cuales 13 millones son perros y 12 millones son gatos. Anicom Insurance, líder del mercado de los seguros para mascotas con cerca del 60% de cuota del mercado, cuenta con cerca de 300.000 pólizas anuales que les reporta unos beneficios de cerca de 135 millones de euros. El nivel de penetración de los seguros veterinarios en Japón de acuerdo a “Anicom” es del 1’5% lo que supone un 0’5% más alto que el mercado estadounidense, pero que aún está muy lejos de otros mercados como el de Reino Unido (25%) o Suecia (40%).

### China
La segunda potencia económica mundial, es también una gran potencia en el sector de las mascotas, en un país donde la natalidad es mínima, las familias se decantan por adoptar mascotas en lugar de tener hijos. El mercado chino de mascotas factura cerca de €2.200 millones y es la 9º nación con un crecimiento más rápido de todo el sector mascotas. De acuerdo con la “China Animal Agriculture Association”, hay más de 20 millones de perros registrados en China. Muy recientemente se ha iniciado un programa que la aseguradora china “PICC” está llevando a cabo para crear el primer seguro para mascotas de toda China, será de carácter Premium y cubrirá tanto a perros y gatos PICC comunicó que el precio oscilaría entre los 5,000 a los 50,000 yenes anuales y que la póliza cubrirá asistencia en más de 500 hospitales clínicos para animales en toda China.

### Corea del Sur
Corea del Sur, ha sufrido un aumento considerable en el número de mascotas en los últimos cinco años, provocando que 1 de cada 5 coreanos tiene una mascota, sumando un total de 10 millones de mascotas, esto es debido sobre todo al encarecimiento del nivel de vida, al elevado coste que supone tener hijos, lo que ha llevado a muchas parejas a tener mascotas en lugar de hijos.

### Australia
En Australia hay más de 25 millones de mascotas, y cuenta con una de las tasas de hogares con mascota más elevadas del mundo con un 63%. En Australia hay más de 4 millones de perros y más de 3,3 millones de gatos. El cuidado de mascotas es un sector en alza en Australia y que contribuye a la economía nacional con más de $4.700 millones y da más de 44.000 empleos. De los $4.700 millones que se gastan, el 58% es en perros y el 28% es en gatos. Los gastos veterinarios de los australianos ascienden a $1.100 millones.

## Latinoamérica
Sudamérica, es uno de los principales mercados de mascotas del mundo con mercados tan destacables como Brasil, México o Argentina,  según Emily Woon, analista de Euromonitor "América Latina ha sido, sin duda, la actriz estelar en el mercado global del cuidado de las mascotas".

### Brasil
Brasil, posee el mercado de mascotas más importante de toda Latinoamérica, concretamente, Brasil superó al Reino Unido y Francia, tornándose el mayor mercado 'Pet' del mundo, solo detrás de Estados Unidos. Tiene la segunda mayor población de perros y gatos. Brasil es el mercado más grande de Sudamérica, por tener ventas de productos para mascotas por valor de más de 5.200 millones de dólares.

### México
México, es el segundo mercado de mascotas más grande de Latinoamérica moviendo más de $2.000 millones casi el doble que en 2008 ($1.370 Millones).  En México hay más de 22 millones de perros y 4 millones de gatos. La empresa aseguradora de origen español, Mapfre, ha estimado que en México hay un mercado de 5.4 millones de perros que no están protegidos. El mercado de los seguros de mascotas en México sufrió un aumento del 25% llegando a las 4.000 pólizas anuales.

### Chile
Chile, cuenta con que un 54,8% de los hogares tiene un perro y el 20,9% un gato. En total, un 65.3% de los habitantes del país tendrían una mascota, al punto incluso de que la corredora de seguros EstoySeguro bajo el alero de Conosur Seguros, contó con uno de los primeros seguros para mascotas del país. Es importante entender la relevancia de cuidar a las mascotas con un seguro en caso de cualquier percance.

### Argentina
En Argentina, de los 16.5 millones de hogares del país, el 70%  conviven con mascota, hay en total más de 8 millones de perros y 4 millones de gatos, y su mercado que mueve más de $645 millones de dólares anuales. Los seguros para mascotas en Argentina están siendo introducidos actualmente por lo que no se dispone de información actual o relevante de este sector por el momento.